# ジョセリーヌ・トリアドウ
ジョセリーヌ・トリアドウ（Jocelyne Triadou 1954年5月31日-) はフランス出身の柔道選手。現役時代は72kg級の選手。

## 人物
ベルギーのイングリッド・ベルグマンスと同じく、72kg級の選手ながら無差別の国際大会でも活躍していた選手として有名だった。最初は66kg級の選手だったが、1979年に階級を72kg級に上げると、1980年にニューヨークで開催された世界選手権では72kg級の初代チャンピオンとなった。1982年の世界選手権では72kg級と無差別でそれぞれ3位となった。

## 主な戦績
66kg級での戦績
- 1975年 - ヨーロッパ選手権　2位
- 1976年 - ヨーロッパ選手権　2位
- 1977年 - ヨーロッパ選手権　無差別　優勝
- 1978年 - ヨーロッパ選手権　無差別　2位

72kg級での戦績
- 1979年 - ヨーロッパ選手権　優勝
- 1980年 - ヨーロッパ選手権　優勝
- 1980年 - 世界選手権　優勝
- 1981年 - ヨーロッパ選手権　優勝
- 1982年 - ヨーロッパ選手権　優勝
- 1982年 - 世界選手権　72kg級　3位　無差別　3位